# Limax cephalonicus
Limax cephalonicus is een slakkensoort uit de familie van de Limacidae. De wetenschappelijke naam van de soort werd in 1886 voor het eerst geldig gepubliceerd door Heinrich Simroth.

## Kenmerken
Limax cephalonicus wordt ongeveer 8 tot 9 cm lang (uitzonderlijk tot 12,5 cm). Het lichaam is gedrongen met een zeer korte, enigszins prominente kiel (minder dan een zevende van de lichaamslengte) en een breed, taps toelopend staartuiteinde. De mantel neemt ongeveer een derde van de totale lichaamslengte in beslag. De meeste dieren zijn zwartgrijs, zwartbruin tot glanzend diepzwart gekleurd. Af en toe zijn er ook exemplaren met iets lichtere zijkanten, of exemplaren met een iets lichtere streep over het midden van de rug en kiel. Veel dieren hebben donkere en lichtere vlekken die een netvormig patroon vormen. Hier is het midden van de mantel gitzwart, alleen de rand vertoont deze vlekken. Bij deze exemplaren is de kiel altijd iets lichter. De sculptuur van de huid is weinig uitgesproken. Tussen de middellijn en het ademgat (pneumostoom) ontstaan 22 tot 25 rimpels. De zool van de voet is egaal crèmekleurig, de randen van de zool zijn donkerder. De voetzolen zijn oker bij dieren die nog niet volwassen zijn. Het slijm is meestal kleurloos, maar kan ook oranjerood zijn.

### Soortgelijke soorten
Qua uiterlijk is de soort niet met zekerheid te onderscheiden. L. cephalonicus verschilt van Limax connemenosi en Limax graecus in de lengte van de penis, die korter is dan bij deze soorten. Bij L. connemenosi liggen de insertie van de retractorspier en de opening van de zaadleider verder uit elkaar.

## Verspreiding en leefgebied
Limax cephalonicus komt voor in de bergen van Noord- en Midden-Griekenland, in het zuiden in individuele gevallen tot aan de Peloponnesos, Albanië en Macedonië. De dieren leven daar tot op een hoogte van 2000 meter, bijvoorbeeld tot boven de boomgrens. De dieren leven in vochtige kloven in de bergen, in bergbossen, in grotten, onder boomstronken en op stenen en muren.